# Bolesław Trąmpczyński
Bolesław Trąmpczyński (ur. 18 lipca 1919 w Mielęcinku, powiat wolsztyński, zm. 15 października 1998 w Warszawie) – podporucznik Armii Krajowej, kawaler Krzyża Srebrnego Orderu Wojennego Virtuti Militari.

## Życiorys
Syn Antoniego i Jadwigi z domu Sicińskiej – pochodzących z warstwy ziemiańskiej. Brat ekonomisty, żołnierza i dyplomaty Bohdana Trąmpczyńskiego oraz ekonomisty i polityka Witolda Trąmpczyńskiego.
Absolwent gimnazjum im. Józefa Piłsudskiego w Ostrowie Wielkopolskim, w którym zdał maturę (1938). Przyjęty do grudziądzkiej Szkoły Podchorążych Kawalerii. W kampanii wrześniowej wziął udział, jako starszy ułan podchorąży, na stanowisku zastępcy dowódcy plutonu łączności w 17 pułku ułanów. Uczestnik bitwy nad Bzurą, starć w Puszczy Kampinoskiej oraz obrony Warszawy. Ciężko ranny w walkach, został odznaczony Krzyżem Srebrnym Orderu Wojennego Virtuti Militari .
W okresie okupacji pracował w Warszawie i Krakowie, od 1941 działał w Związku Walki Zbrojnej i Armii Krajowej. Uczestnik powstania warszawskiego – w randze podporucznika zajmował stanowiska dowódcy I plutonu i zastępcy dowódcy kompanii „K-2” w batalionie „Karpaty” pułku „Baszta” AK. Ciężko ranny podczas walk, po wojnie odznaczony Orderem Virtuti Militari 5 klasy za walki na Mokotowie i obronę budynku przy ulicy Puławskiej 162 przez I pluton kompanii „K-2”. Po upadku powstania jeniec stalagów XI A Altengrabow i X B Sandbostel .
Po wojnie ukończył studia w warszawskiej Szkole Głównej Planowania i Statystyki. W 1967 uzyskał stopień doktora nauk ekonomicznych. Pracował jako radca ekonomiczny w Centralnym Związku Spółdzielczym, był również (od 1957) pracownikiem naukowym Spółdzielczego Instytutu Badawczego i dyrektorem warszawskiego Zakładu Badawczego Związku Spółdzielni Inwalidów (z tytułem docenta). Na emeryturę przeszedł w 1979 roku.
W 1948 zawarł związek małżeński z Łucją z domu Służewską, z którą miał syna Lecha i córkę Annę. Pochowany na Cmentarzu Wojskowym na Powązkach.

## Odznaczenia
- Krzyż Srebrny Orderu Wojennego Virtuti Militari (za kampanię wrześniową)
- Krzyż Srebrny Orderu Wojennego Virtuti Militari (za powstanie warszawskie)
- Krzyż Kawalerski Orderu Odrodzenia Polski
- Złoty Krzyż Zasługi
- Srebrny Krzyż Zasługi
- Medal za Długoletnie Pożycie Małżeńskie (1998)[7]
- Medal 10-lecia Polski Ludowej (1955)[8]
- Odznaka Grunwaldzka